# ヤツデグワ
ヤツデグワ（学名：Cecropia peltata）は、イラクサ目・イラクサ科に分類される常緑高木の一種。

## 分布
中央アメリカ・南アメリカを原産地とする。
西アフリカ、仏領ポリネシア、ニューカレドニアに外来種として定着している。

## 特徴
15-20mほどの高さまで生育する。葉は直径30-75cmと大きく、7-11裂する。雌雄異株。
鳥が果実を食べることで、種子を分散させる。
外来種として定着している地域では、在来種の植物を脅かしており、世界の侵略的外来種ワースト100にも選定されている。日本では観賞用に栽培されているが、野生化はしておらず、外来生物法でも要注意外来生物の指定にとどまっている。